# برانت (أونتاريو)
برانت، أونتاريو (بالإنجليزية: Brant)‏ هي مدينة كندية تقع في مقاطعة أونتاريو. تبلغ مساحة هذه المدينة 843.0989 (كم²)، ويبلغ عدد سكانها 34415 نسمة حسب إحصاء سنة 2006 م، بينما كان يسكنها 31669 نسمة في سنة 2001 م. تحتل هذه المدينة المرتبة رقم 120 بين مدن كندا حسب عدد السكان والمرتبة رقم 50 في المقاطعة. نما عدد السكان في هذه المدينة بنسبة (8.7) بين العامين المذكورين.

## أعلام
- جون ماكفيرسون
- دون جونز
- آدم مونرو
- جورج وود
- توماس سكوت ديفيدسون
- دانيال بيرت
- هاري نيكسون

## وصلات خارجية
- الأطلس الحكومي لكندا
- إحصاءات كندا مع ساعة تعداد السكان